# آلان الدوقات
آلان الدوقات (بالإنجليزية: Alan Dukes)‏ (و. 1945 – م) هو سياسي من جمهورية أيرلندا ولد في دبلن.

## التعليم
تعلم في جامعة كلية دبلن.